# Илија Ковачевић
Илија Ковачевић (Шидски Бановци, 16. јул 1948) српски је математичар и универзитетски професор.. Тренутно је запослен на Факултету техничких наука у Новом Саду, као редовни професор.

## Школовање
Рођен је 16. јула 1948. године у Шидским Бановцима у сељачкој породици. Основну школу је завршио у родном месту школске 1962/1963. године са одличним успехом. Гимназију природно-математичког смера је завршио у Шиду школске 1966/1967. године са одличним успехом, а матурски рад из математике “Хиперболичне функције” одбранио је са одличном оценом.
Школске 1966/67. године уписао се на Филозофски факултет у Новом Саду на групу за математику. Дипломирао је у року 18. октобра 1971. године на Природно-матичком факултету у Новом Саду. Школске 1971/72. године уписао се на последипломске студије на Природно-математичком факултету у Београду, група математика, одсек топологија. Магистарски рад “Неколико врста компактности” је одбранио 12. децембра 1972. године, а затим је отишао на одслужење војног рока. Докторску дисертацију “нека уопштења компактности” је одбранио 23. марта 1979. године на Природно-математичком факултету у Београду под менторством академика др Ђуре Курепе.
После завршетка студија радио је до 30. јуна 1972. године као руководилац вежби на предмету Математика на Технолошком факултету у Новом Саду, где је био примљен на одређено време. Од 1. септембра 1972. године ради на Факултету техничких наука, прво као асистент математике, реизабран 1975. године, а од маја 1980. године као доцент. Од јуна 1985. године ради као ванредни професор, а од марта 1990. године постаје редовни професор математике. Као студент четврте године боравио је, у оквиру размене студената, шест месеци у САД, у месту Сент Питер, Минесота, где је обављао и праксу на рачунару.

## Рад
Проф. Др Илија Ковачевић. има референце у осам књига и три збирке као и у преко 40 научних радова. Стални је референт америчког федералног часописа Математикал ривјус (енгл. Mathematical Reviews), и до сада је рецензент великог броја књига, збирки и научних радова који су објављени како у земљи тако и у иностранству. Професор је своје научне радове излагао на многобројним конгресима и симпозијумима како у земљи, тако и у иностранству. Док је био асистент изводио је вежбе из свих курсева математике на свим одсецима ФТН-а, као и на одељењу машинског одсека у Кикинди, и у Зрењанину и електротехничком одсеку у Суботици. Трренутно изводи наставу Математичке анализе I, за студенте геодезије, електротехничке струке и рачунарства и наставу из математичких метода IV за студенте грађевинске струке...
Др Илија Ковачевић је у току студија био у извршном одбору и у материјалној комисији студентске организације на Природно-математичком факултету у Новом Саду. На ФТН је био помоћник и директор Научно-образовног института за примењене основне дисциплине, члан више комисија и заменик председника савета Факултета. Продекан за наставу од 1991 — 1998. године.
Био је и делегат у скупштини универзитета, члан материјално финансијског већа Универзитета, члан комисије за природне науке при СИЗ-у за научни рад САП Војводине, заменик председника конференције кругова за више и високо школство САП Војводине, заменик и председник већа радника СИЗ-а за усмерено, више и високо образовања техничких и хемијско-технолошких струка, члан финансијске комисије СИЗ-а за усмерено више и високо образовање техничких и хемијско–технолошких струка, председник Скупштине СИЗ-а за усмерено, више и високо образовање пољопривредних, техничких и технолошких струка, члан просветног савета Војводине, председник комисије за математику просветног савета Војводине.
Обављао је дужност продекана за наставу од 2000. до 2012. године. Од 1.10.2012. године обавља дужност Саветника декана ФТН.